# Barbara Bedford (actrice)
Pour les articles homonymes, voir Barbara Bedford et Bedford.
Barbara Bedford (nom de scène de Violet Rose) est une actrice américaine de la période du cinéma muet, née le 19 juillet 1903 à Prairie du Chien (Wisconsin), Wisconsin et morte le 25 octobre 1981 à Jacksonville (Floride)

## Biographie
Elle débute au cinéma en 1920 et est la vedette de nombreux films muets. Par la suite, elle continue de jouer dans des seconds rôles et apparait pour la dernière fois dans un film en 1945.

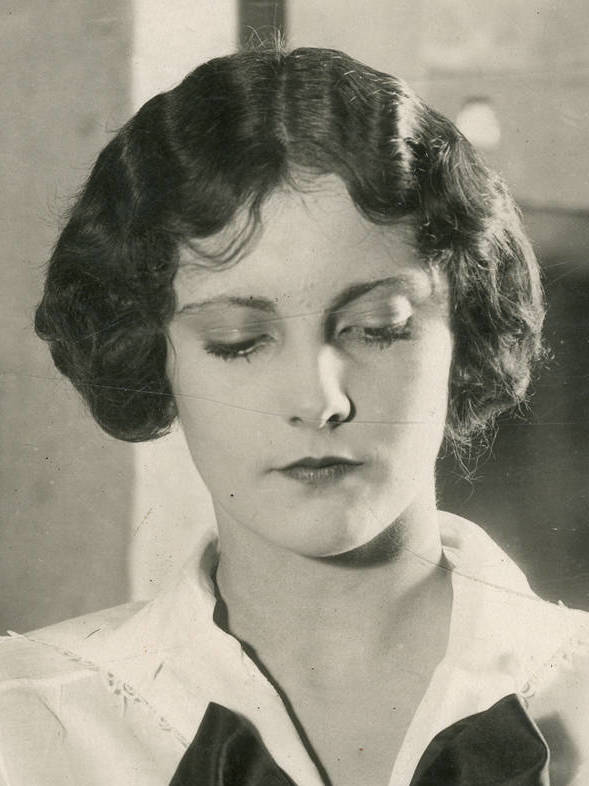
Barbara Bedford, 1922

Elle a été mariée à Alan Roscoe, son partenaire dans Le Dernier des Mohicans.

## Filmographie partielle
(source : IMDb)

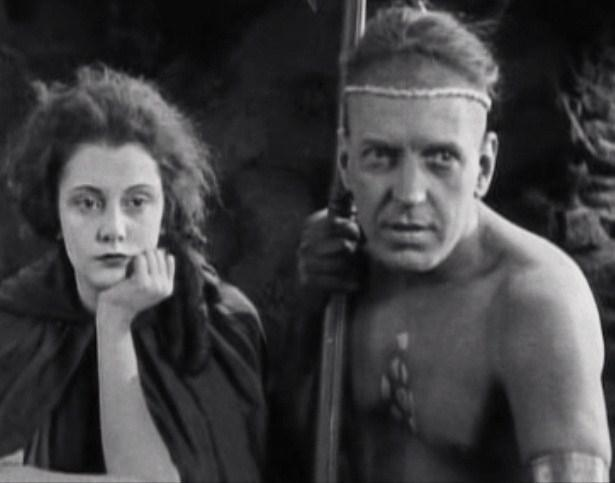
Avec Alan Roscoe en 1920 dans Le Dernier des Mohicans

- 1920 : The Craddle of Courage de William S. Hart et Lambert Hillyer
- 1920 : Au fond de l'océan (Deep Water) de Maurice Tourneur
- 1920 : Le Dernier des Mohicans (The Last of the Mohicans) de Clarence Brown et Maurice Tourneur : Cora Munro
- 1921 : Un homme libre (The Big Punch) de John Ford : Hope Standish
- 1921 : Cinderella of the Hills de Howard M. Mitchell : Norris Gradley
- 1922 : Man Under Cover de Tod Browning
- 1922 : The Power of Love de Nat G. Deverich et Harry K. Fayrall : Maria Almeda
- 1922 : Héritage de haine (Gleam O'Dawn) de John Francis Dillon
- 1922 : Tom Mix in Arabia de Lynn Reynolds : Janice Terhune
- 1922 : Arabian Love de Jerome Storm
- 1923 : Le Coupable (The Acquittal) de Clarence Brown
- 1923 : La Brebis égarée (The Spoilers), de Lambert Hillyer
- 1924 : Les Naufragées de la vie (Women Who Give) de Reginald Barker
- 1925 : Le Fils de la prairie (Tumbleweeds) de King Baggot : Molly Lassiter
- 1926 : Le Cavalier des sables (Old Loves and New) de Maurice Tourneur
- 1927 : Mockery (ou L'Idiot) de Benjamin Christensen : la comtesse Tatiana Alexandrova
- 1927 : The Notorious Lady de King Baggot
- 1928 : The Haunted House de Benjamin Christensen
- 1929 : Brothers de Scott Pembroke
- 1930 : Tol'able David de John G. Blystone
- 1930 : Adios (The Lash) de Frank Lloyd
- 1933 : The Death Kiss d'Edwin L. Marin
- 1934 : Cœurs meurtris  (A Girl of the Limberlost) de Christy Cabanne
- 1936 : Trois Prétendants (Tree on a Limb) de Charles Lamont (court métrage) : Addie
- 1936 : L'amiral mène la danse (Born to Dance) de Roy Del Ruth - non créditée
- 1937 : Un jour aux courses (A Day at the Races) de Sam Wood - non créditée
- 1938 : Trois Camarades (Three Comrades) de Frank Borzage - non créditée
- 1938 : Règlement de comptes (Fast Company) d'Edward Buzzell
- 1939 : Au service de la loi (Sergeant Madden) de Josef von Sternberg - non créditée
- 1940 : Monsieur Wilson perd la tête (I Love You Again) de W. S. Van Dyke - non créditée
- 1941 : Débuts à Broadway (Babes on Broadway) de Busby Berkeley - non créditée
- 1945 : L'Horloge (The Clock) de Vincente Minnelli - non créditée